# Anne B. Ragde
Anne Birkefeldt Ragde, född den 3 december 1957 i Odda i Hardanger, är en norsk författare. Hon arbetade tidigare som universitetslektor vid Universitetet i Trondheim, där hon även växte upp. Ragde har varit verksam i flera litteraturgenrer och har skrivit prisbelönta böcker för barn och för vuxna. Debuten skedde 1986 med barnboken Hallo! Her er Jo! 2001 vann Ragde den norska förläggareföreningens viktigaste pris, Bragepriset, i klassen för barn- och ungdomslitteratur; detta för boken Ogsaa en ung Pige – en biografisk skildring av författaren Sigrid Undset.
För vuxna läsare har Radge skrivit en rad romaner, av dem flera deckare. I romanen Bunnforhold (1997) ledde risken för uttråkning huvudpersonen fram till frodiga, sexuella experiment. Med en senare romantrilogi, bestående av Berlinerpoplene (2004), Eremittkrepsene (2005) och Ligge i grønne enger (2007) nådde Ragde ett genombrott inför såväl kritiker som läsare. Berlinerpoplene och Eremittkrepsene har filmats för norska TV-bolaget NRK.

## Priser och utmärkelser
- 2001 –  Bragepriset för bästa ungdomsbok för Ogsaa en ung Pige
- 2001 – Kultur- och kyrkodepartementets priser för barn- och ungdomslitteratur för Ogsaa en ung Pige
- 2004 – Riksmålsforbundets litteraturpris för Berlinerpoplene
- 2005 – Bokhandlarpriset för Eremittkrepsene
- 2005 – Det norska läsarpriset för Eremittkrepsene
- 2006 – Årets trønder 2006 för sina populära romaner från Byneset